# Stefan Dymiter
Stefan Dymiter, ps. „Cororo” (ur. 5 maja 1938 w Płonnej, zm. 26 października 2002 w Krakowie) – cygański skrzypek-wirtuoz, samouk. 
Jako dziecko Dymiter stracił wzrok, musiano mu też amputować nogi. Jeden z najsławniejszych polskich muzyków ulicznych. Współpracował z Piwnicą pod Baranami. Uhonorowaniem jego talentu było zaproszenie na koncert do Filharmonii Krakowskiej, gdzie zachwycił krytykę swoją grą. Maciej Maleńczuk w utworze „Miasto Kraków” śpiewał o nim: Póki Stefan gra na skrzypcach, póty będę miał nadzieję.
Został pochowany w Kowarach na starym cmentarzu komunalnym przy ulicy Stefana Staszica (sektor 1, rząd 10, nr gr. 10) . 
Jego imieniem nazwano festiwal muzyki etno „CORORO – Festiwal Etno im. Stefana Dymitera”, który od 2012 odbywa się w Kowarach.